# 小虫神社
小虫神社（こむしじんじゃ）は、京都府与謝郡与謝野町温江（あつえ）に鎮座する神社。式内社（名神大社）で近代社格制度における社格は村社。鎮座地は野田川の中流域で加悦谷（かやだに）と称される地の東方台地上、大江山連峰の西山裾に位置する。加悦谷には国の史跡に指定されている蛭子山古墳や作山古墳などの古墳や遺跡が密集し、古代丹後地方における最先進地帯であったと見られている。

## 祭神
- 少彦名命（明治16年調『与謝郡神社明細帳』[1]には、若山咋命を祀るとする異説を併記する）
- 火産霊命（明治10年に合祀した広垣神社の祭神）
- 大山祇命（広垣神社と同時に合祀した鬼人見（きじみ）神社の祭神）

主祭神である少彦名命（或いは若山咋命）は与謝郡の国造りの神であり、温泉の守護神であるともいう。

## 歴史

### 創建伝承
かつては温江字虫本の大虫神社とともに大江山中腹の池ケ成（いけがなる）という地に鎮座し、「虫宮（むしのみや）」と呼ばれていた。往昔大虫神社の祭神である大国主命が沼河姫と当地に居住している時、槌鬼（つちおに）という悪鬼の毒気に当てられた姫が病気に罹り、それを嘆く大国主命のために少名彦命が八色の息を吐きかけて槌鬼を追い出し姫を回復させたが、今度はその息のために人や動植物が虫病に苦しむようになったため、少名彦命は「小虫」と名乗ってそれぞれの体内から害源である悪虫を除くことを、大国主命は「大虫」を名乗って体外から病を治すことを誓い合い、鏡を2面作ってそれぞれ分け持ったことから、「大虫」「小虫」の神として崇められるようになったといい、また、用明天皇の第3皇子麻呂子親王（聖徳太子の異母弟）が大江山にいた土蜘蛛という鬼賊を征伐するに際して祈願したという伝説があり、億計王（おけのみこ。後の仁賢天皇）と弘計王（をけのみこ。後の顕宗天皇）が即位前に潜伏したとも伝えられている。

### 平安時代以降
『延喜式神名帳』では大虫神社とともに名神大社に列し、現存する『丹後国神名帳』には「従一位小虫明神」と記されている。
その後、大虫神社が池ケ成から現社地へ遷座するに際して、当神社も現在地へ遷座し、その時代は室町時代の初期というが、遷座の事情や経緯は不明である。現社地が属す温江は、古く『和名抄』に見える与謝郡謁叡（あちえ）郷の遺称地とされ、北接する明石（あけし）の一帯には蛭子山古墳（全長145m）に代表される大古墳や弥生から古墳時代前期に亘る住居跡が集中することから、古代丹後地方において最も開発の進んだ地帯であったとされ、丹波国から丹後の国府（現宮津市国分に置かれていた）へ至る官道（令制における山陰道）が通い、現社地付近からは大江山連峰を越えて由良川筋へ連絡する枝道が分かるなど、古代交通上の要衝でもあった。
1873年（明治6年）2月に豊岡県の村社とされた。同年12月から本殿を再建し、1877年（明治10年）に竣功、それと同時に字谷垣の村社広垣神社（祭神火産霊命）と字木積の無格社鬼人見神社（祭神大山祇命）を合祀した。戦後は神社本庁に参加している。

## 祭祀
氏子区域は小森谷を始め温江の尾上（おのえ）、門出（もんで）、谷垣、尾佐、本村（ほむら）の6地区で（温江の残りの地区は大虫神社の氏子）、祭礼は大虫神社と合同で行われ、神楽と太刀振りが奉納される。奉納は江戸時代後半からというが、その由来は伝わっていない。現在の例祭日は4月最終日曜日で、加悦谷の諸神社とともに「加悦谷祭」（4月最終土・日曜日）を構成する。なお、『特選神名牒』には祭日を10月30日としているが、その後4月21日に変更され、更に1889年（明治22年）頃から加悦谷の諸神社が全て天満神社（与謝野町加悦字天神山に鎮座する旧郷社）の天神祭（4月25日）にあわせて4月24・25日に統一固定し、2001年（平成13年）から現行日に変わったものである。
土曜日は宵宮で早朝から小虫・大虫両神社の氏子区域全戸へ神楽と太刀振りが厄除けの門付けに訪れ、夕刻と翌日曜日の本祭に当神社と大虫神社へ順次奉納される。その際、宵宮で先に当神社で奉納されれば本祭では大虫神社から奉納し、翌年には宵宮で大虫神社から、本祭で当神社からと毎年順序が交替する決まりとなっている。また、かつては当神社氏子と大虫神社氏子とで隔年交替で奉仕していたが、1972年（昭和47年）に温江太刀神楽保存会が結成され、以後合同で行っている。（詳細は大虫神社 (与謝野町)#祭祀を参照）

## 社殿
本殿は明治10年の再建で、神明造であるが、桁行が正面を3間、背面を2間とし（梁間は2間）、縁も脇障子を設けて背部は省略するなどやや変則的な造作となっている。また、棟持柱は掘立式であるが他の柱は八角形の礎石上に立つ。屋根は銅板葺で千木・鰹木を飾るが、茅葺であった可能性もあるという。拝殿は桁行3間、梁間2間の入母屋造平入で銅板葺。他に舞殿などがある。

## 境内社
若宮神社（祭神、由緒不詳）、小森神社（同左）、猫宮社（同左）